# Quận Tehama, California
Quận Tehama là một quận trong phía bắc tiểu bang California, Hoa Kỳ. Quận lỵ đóng tại thành phố Red Bluff.. Theo Cục điều tra dân số Hoa Kỳ, dân số năm 2010 của quận này là 63.463 người.

## Địa lý
Theo Cục điều tra dân số Hoa Kỳ, quận có tổng diện tích 2.962 dặm vuông (7.670 km2), trong đó 2.950 dặm vuông (7.600 km2) là đất và 12 dặm vuông (31 km2) (0,4%) là nước. Các kênh rạch trong quận Tehama bao gồm rạch Dye và rách Payne. Quận bị phân cắt bởi sông Sacramento. Một phần nhỏ của vườn quốc gia núi lửa Lassen kéo dài đến góc phía bắc của quận.